# Razdolje (obwód leningradzki)
Razdolje (ros. Раздолье) – wieś (dieriewnia) w Rosji, w obwodzie leningradzkim, w rejonie priozierskim. W 2010 liczyła 1323 mieszkańców.